# Wilmer Cabrera Jr.
Wilmer Andrés Cabrera (* 29. Juli 2000 in Bogotá), auch bekannt als Andy Cabrera, ist ein US-amerikanisch-kolumbianischer Fußballspieler.

## Karriere
Cabrera begann das Fußballspielen in der Jugend des MLS-Franchise Colorado Rapids. Über die Sport-Privatschule IMG Academy kam er 2018 zur Jugend vom MLS-Team Houston Dynamo. In der Saison 2018 debütierte er am 5. Juni 2018 siebzehnjährig mit dem Rio Grande Valley FC, dem damaligen Farmteam von Houston Dynamo, in der zweitklassigen United Soccer League (USL) gegen die Real Monarchs in Herriman (Utah).
Ab 2019 studierte er an der Butler University in Indianapolis und lief drei Jahre für die Butler Bulldogs auf, ehe er per Draft im Dezember 2022 vom MLS-Team Chicago Fire FC verpflichtet wurde. Anfang 2023 wechselte er für wenige Wochen zum kolumbianischen Zweitligisten Real Cartagena, kehrte aber schon im März 2023 per Leihe zu Rio Grande Valley FC in die USL zurück.
Im Spätsommer 2023 verpflichtete ihn der deutsche Regionalligist Greifswalder FC für die Saison 2023/24, in der Cabrera mit den Vorpommern Vizemeister wurde und knapp den Aufstieg in die 3. Liga verpasste. Zudem gewann er 2024 mit den Boddenkickern den Mecklenburg-Vorpommern-Pokal.
Im August 2024 schloss sich Cabrera El Paso Locomotive in der zweitklassigen USL Championship an, bei dem sein Vater der Trainer ist.

## Erfolge
- Sieger im Mecklenburg-Vorpommern-Pokal: 2024 mit Greifswalder FC

## Privat
Er ist der Sohn des ehemaligen Profifußballers und heutigen Trainers Wílmer Cabrera, der 48 Länderspiele für Kolumbien bestritt. Sein Bruder David Cabrera ist ebenfalls professioneller Fußballer in den USA.